# Beba Lončar
Beba Lončar, właśc. Desanka Lončar (ur. 28 kwietnia 1943 w Belgradzie) – jugosłowiańska i serbska aktorka filmowa.

## Wybrane role filmowe
- 1960: Dziewiąty krąg (Deveti krug) – Magda
- 1960: Moda i miłość (Ljubav i moda) – Sonja
- 1961: Gdy miłość przemija (Dvoje) – Jovana Zrnić
- 1962: Serca trzech dziewcząt (Medaljon sa tri srca)
- 1964: Długie łodzie wikingów (The Long Ships) – Gerda
- 1964: Szalone wakacje (Lito vilovito) – Maja
- 1965: Gamoń (Le Corniaud) – Ursula, autostopowiczka-naturystka
- 1965: Casanova ’70 (Casanova '70) – dziewczyna w muzeum
- 1966: Panie i panowie (Signore & signori) – Noemi Castellan
- 1967: Gorzkie owoce (Soledad / Fruits amers) – Tita
- 1967: Operacja Król Midas (Lucky, el intrépido / Agente speciale L.K.: Operazione Re Mida) – Beba
- 1969: Serce matki (Cuore di mamma) – Magda Frantiitoris
- 1970: Kotku, kotku, kocham cię (Pussycat, Pussycat, I Love You) – Ornella
- 1970: Brancaleone i krzyżowcy (Brancaleone alle crociate) – Berta d'Avignone
- 1972: Grzesznik (La ragazza dalla pelle di luna) – Helen
- 1972: Słynne ucieczki (Les Évasions célèbres) – M.M. (odcinek serialu TV)
- 1976: Okazje (Quelle strane occasioni) – wdowa Adami
- 1979: Przyjaciele (Drugarčine) – Vera
- 1980: Niedzielni kochankowie (Sunday Lovers) – Marisa
- 1982: Dom przeklętych dusz (La villa delle anime maledette) – Martha